# Parapristipoma
Parapristipoma is een geslacht van straalvinnige vissen uit de familie van grombaarzen (Haemulidae). Het geslacht is voor het eerst wetenschappelijk beschreven in 1873 door Bleeker.

## Soorten
- Parapristipoma humile (Bowdich, 1825)
- Parapristipoma macrops (Pellegrin, 1912)
- Parapristipoma octolineatum (Valenciennes, 1833)
- Parapristipoma trilineatum (Thunberg, 1793)